# 奧斯威戈 (紐約州村)
奧斯威戈（英語：Oswego）是一個位於美國紐約州奧斯威戈縣的鎮。

## 人口
根據2020年美國人口普查的數據，奧斯威戈的面積為76.00平方千米，當中陸地面積為71.00平方千米，而水域面積為5.00平方千米。當地共有人口7914人，而人口密度為每平方千米104人。